# Catherine Goldstein
Catherine Goldstein (Paris, 5 de julho de 1958) é uma teórica dos números e historiadora da matemática francesa, diretora de pesquisa do Institut de mathématiques de Jussieu (IMJ). Foi presidente da L'association femmes et mathématiques em 1991.
Goldstein estudou na Escola Normal Superior de Paris de 1976 a 1980, obtendo uma agrégation em matemática em 1978. Obteve um doutorado em 1981 na Universidade Paris-Sul, com a tese Fonctions L p-adiques et théorie d'Iwasawa, orientada por John Coates. Trabalhou na Universidade Paris-Sul de 1980 a 2002, quando foi para o IMJ.
É editora com Norbert Schappacher e Joachim Schwermer do livro The shaping of arithmetic after C. F. Gauss's Disquisitiones arithmeticae.
Foi palestrante plenária de 2018 do Congresso Internacional de Matemáticos no Rio de Janeiro

## Publicações selecionadas
- Algebra in der Zahlentheorie von Fermat bis zu Lagrange, in Erhard Scholz (Ed.) Geschichte der Algebra, BI Wissenschaftsverlag 1990
- Un théorème de Fermat et ses lecteurs. In: Histoires de science. Presses Universitaires de Vincennes, Saint-Denis 1995, 232 p., ISBN 2-910381-10-2
- com Norbert Schappacher, Joachim Schwermer (Ed.): The shaping of arithmetic after Carl Friedrich Gauß´ Disquisitiones Arithmeticae, Springer 2007 (com The Hermitian form of reading the Disquisitiones, com Schappacher: A book in search of a discipline (1801-1860), Several Disciplines in a book (1860-1900))